# Star Wars Jedi: Fallen Order
A Star Wars Jedi: Fallen Order egy Respawn Entertainment által fejlesztett és Electronic Arts által kiadott 2019-es akció-kalandjáték. A történet a Csillagok háborúja univerzumában játszódik, 5 évvel A Sith-ek bosszúja eseményei után. A játék egy Jedi padawant, Cal Kestist követi, aki a Birodalom inkvizítorai elől menekül, miközben megpróbálja befejezni tanulmányait. A játékos Cal fénykardját és erőképességeit használva tudja legyőzni ellenfeleit, akik lehetnek rohamosztagosok, állatok, növények vagy fejvadászok.
A játék rendezője Stig Asmussen, aki 2014-ben csatlakozott a Respawnhoz. A játék fejlesztése korai szakaszában még nem Star Wars játéknak készült, de az EA úgy érezte, hogy működne az univerzumon belül is. A játék kinézetét a Zsivány Egyes és a Lázadók, míg a harcot és a fejlődést a Metroid Prime, a Dark Souls és a The Legend of Zelda: The Wind Waker inspirálták. A főszereplő Cal Kestist Cameron Monaghan, mentorát, Cere Jundát Debra Wilson alakítja. BD-1 hangját Ben Burtt adja, továbbá feltűnik Saw Gerrera is Forest Whitaker alakításában. Zenéjét Stephen Barton és Gordy Haab szerezték, amit az Abbey Road Studiosban vettek fel a Londoni Szimfonikus Zenekar és A Bach kórus részvételével.
2016 májusában jelentették be, majd 2019 novemberében jelent meg PlayStation 4-re, Windows-ra és Xbox One-ra, továbbá 2021 júniusában PlayStation 5-re és Xbox Series X és Series S-re is kiadták. A játék pozitív visszhangot kapott, a kritikusok dicsérték a harcrendszert, a karaktereket, a színészi teljesítményt és a világépítést. Ezek mellett viszont kapott kritikát a történet és a kezdeti technikai nehézségek, meg a fényezés hiánya. Kereskedelmileg nagy sikert aratott, 2020-ig több, mint 10 millió példányt adtak el. Több díjra is jelölték, például a Legjobb akció-kalandjáték kategóriában a The Game Awards 2020-on. Folytatása a Star Wars Jedi: Survivor, mely 2023 áprilisában jelent meg.

## Fordítás
Ez a szócikk részben vagy egészben  a   Star Wars Jedi: Fallen Order című angol Wikipédia-szócikk fordításán alapul.  Az eredeti cikk szerkesztőit annak laptörténete sorolja fel. Ez a jelzés csupán a megfogalmazás eredetét és a szerzői jogokat jelzi, nem szolgál a cikkben szereplő információk forrásmegjelöléseként.

## További információ
- Hivatalos weboldal
- Star Wars Jedi: Fallen Order a StarWars.com-on
- Star Wars Jedi: Fallen Order a Wookieepedián